# Xadrez na Itália

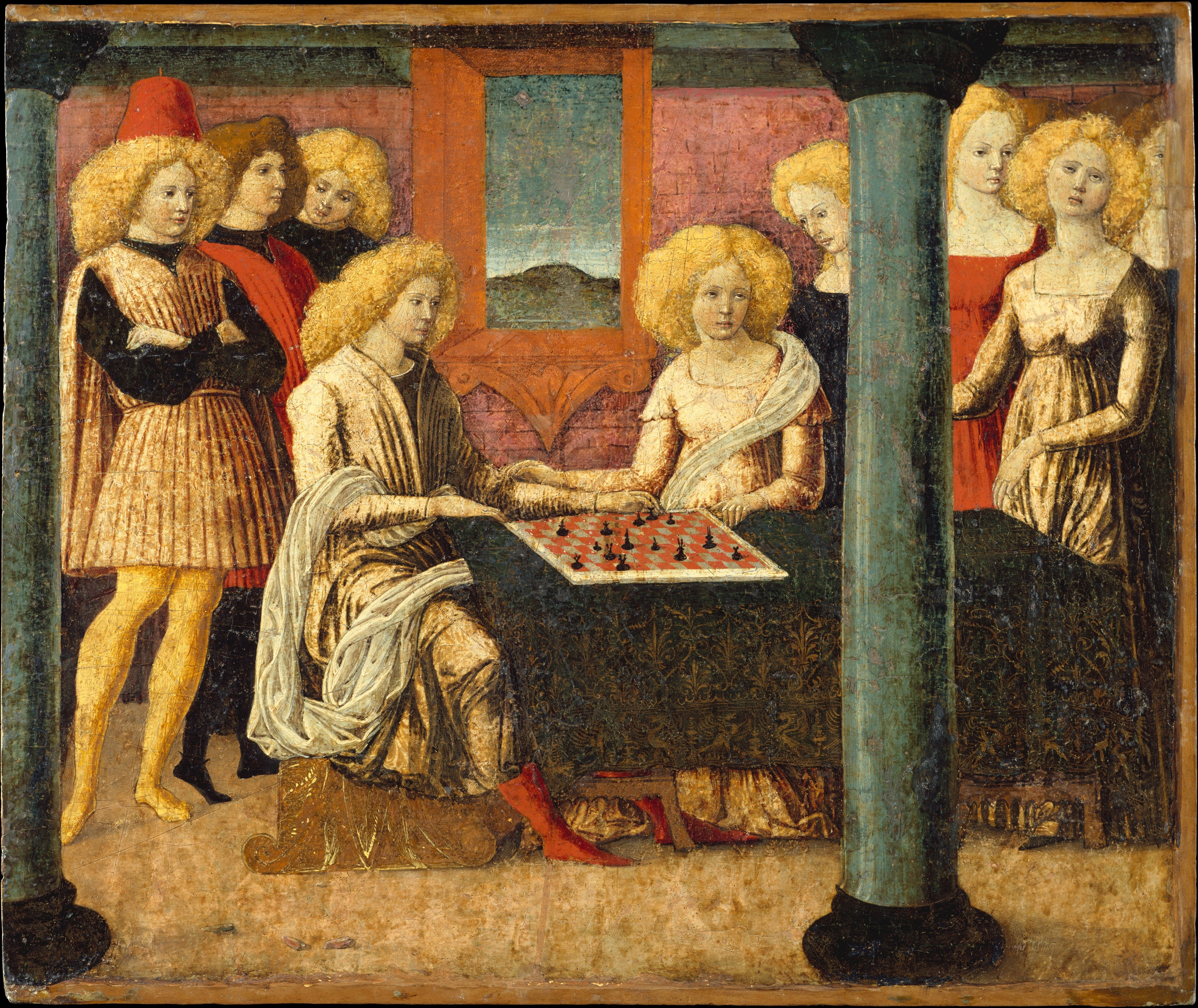
Jogadores de xadrez, por Liberale da Verona (c.1475)

O Xadrez na Itália refere-se à contribuição da Itália na história do xadrez desde sua assimilação no século IX até a atualidade. Os italianos receberam o Xatranje, um dos antecessores do xadrez, a partir dos muçulmanos que haviam invadido o sul do país por volta do século IX. Apesar das eventuais restrições religiosas da Igreja Católica Romana, o jogo se popularizou entre a corte. No século XIII, o monge dominicano Jacobus de Cessolis escreveu o livro Liber de Moribus Hominum et Officiis Nobilium Sive Super Ludo Scacchorum, um conjunto de moralidades utilizando as peças de xadrez como analogia para o ensino da moral e da ética, que se tornou popular na época sendo traduzido para vários idiomas.
Por volta do século XV, surgiu a variante moderna do jogo com a inclusão da Dama e do Bispo com seus movimentos ampliados. Jogadores italianos como Paolo Boi, Giovanni Leonardo Di Bonna e Giulio Polerio se destacaram, produzindo uma nova literatura para o jogo. Com a ascensão da França como centro de xadrez no século XVII, principalmente devido aos estudos de François-André Danican Philidor, os italianos, em contra-posição a suas ideias, desenvolveram a escola de pensamento italiana que foi o estilo dominante até a década de 1840. Os trabalhos italianos deste período também ajudaram a reviver o interesse europeu pela solução de problemas de xadrez.
O país não tem grandes destaques nas Olimpíadas de xadrez sendo os melhores resultados medalhas individuais por tabuleiro. A equipe italiana já recebeu um total de seis medalhas (2 ouro, 1 prata e 3 de bronze) no masculino e uma medalha de ouro na Olimpíada para mulheres. A Itália sediou a competição em Turim (2006) e o Mundial de 1981, em Merano.

## Panorama histórico
A expansão islâmica e a conquista da Sicília, Malta e pequenas partes do sul da Itália foi um processo que começou no século IX. O governo islão sobre a Sicília foi efetivo a partir de 902, constituindo o Emirado da Sicília que durou de 965 até 1061. Por volta de 1091 os muçulmanos foram completamente expulsos pelos Normandos.
A presença do islamismo foi efêmera na península itálica e limitada à presença de acampamentos semi-permanentes de soldados. A conquista da Sicília e subsequente reconquista cristã pelos Normandos foi o maior evento da história do islamismo no sul da Itália. A conquista dos Normandos estabeleceu o Catolicismo Romano firmemente na região onde o cristianismo oriental tinha sido predominante durante o Império Bizantino e continuou com os nativos durante o domínio dos governantes muçulmanos.
Assim como já havia acontecido no islamismo, a prática do xadrez foi perseguida pela Igreja Católica nos Estados Pontifícios da península Itálica que se estabeleceram após a conquista normanda. Inicialmente, a prática do xadrez era proibida mas teve sua aceitação do papado já por volta do século XIII.

## Evidências arqueológicas

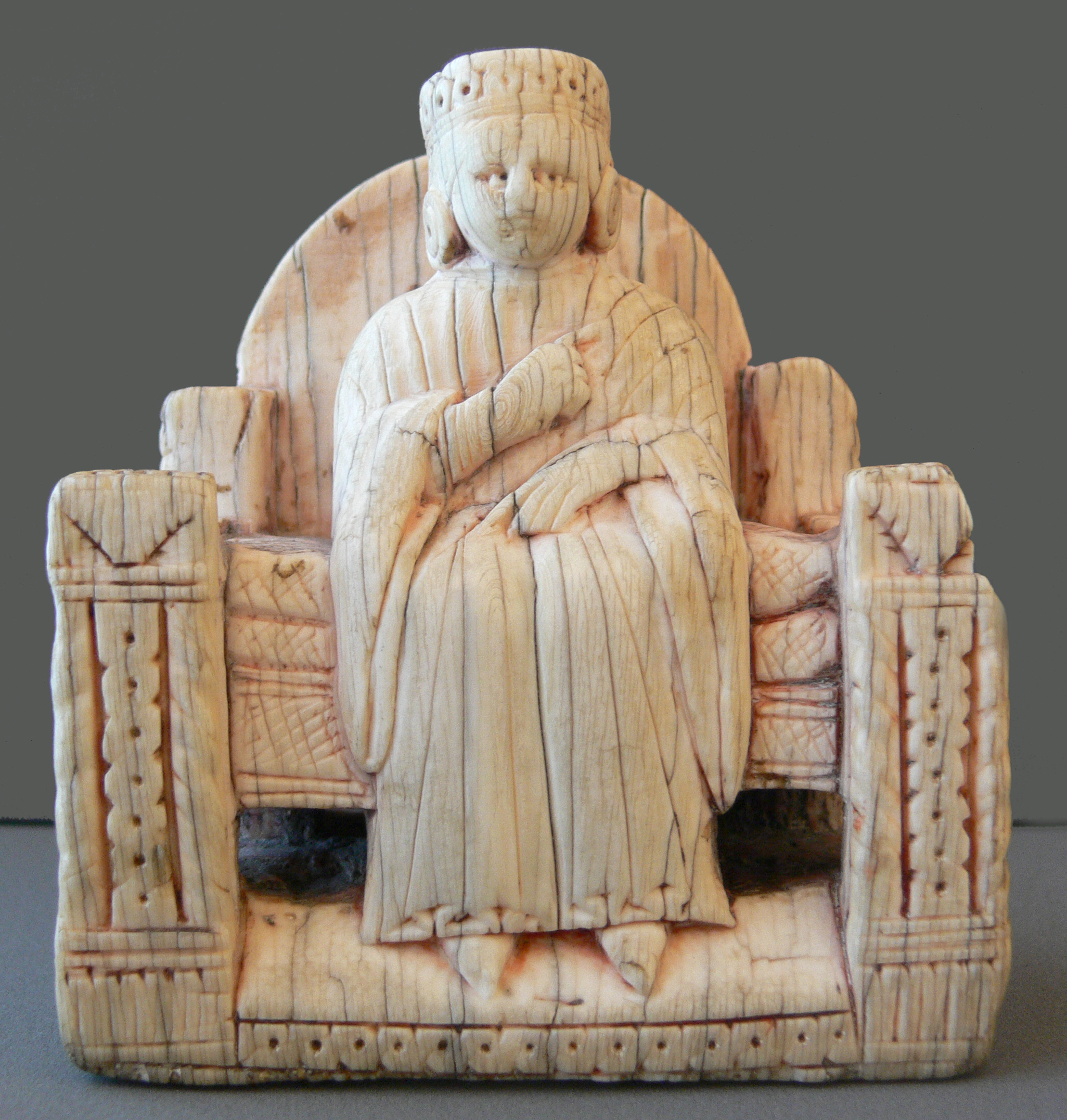
Escultura em marfim, datada do século XII,

Um conjunto de peças de formato abstrato fabricadas em osso e marfim datadas do século X foi encontrado na região de Venafro, Campânia, sendo considerado o mais antigo conjunto de peças de xadrez do continente europeu. Outro conjunto de peças, atribuído a Carlos Magno e encontrado na abadia de Saint Denis, datado do século XI foi provavelmente fabricado na região de Salerno. Sua origem foi confirmada pelos desenhos do escudo e elmo empregado na concepção do único Peão existente, pois estes equipamentos eram semelhantes aos utilizados pelos soldados normandos. Ao contrário dos conjuntos árabes, as peças deste conjunto são representadas por figuras.
Fabricados em marfim, o Rei e a Rainha aparecem enclausurados num pavilhão cercados por cortesões e o Bispo é representado pela figura de um elefante, o que indica a influência árabe ainda existente. Esta é a primeira evidência arqueológica da figura feminina da Rainha no continente, utilizando uma coroa como sinal de sua autoridade real. Duas peças diferentes se destacam, onde uma carrega um globo e a outra mantém a mão sobre o cinto afivelado, gestos que evidenciam a natureza real da peça. Acredita-se que estas peças eram elementos decorativos, não sendo utilizadas para a prática do xadrez, devido ao seu tamanho de aproximadamente treze centímetros e massa de um quilo. Outra figura, datada do século XII, é feita em marfim da Dama sentada em um trono, com uma mão sobre o peito e outra sobre o colo, repetindo um gesto de autoridade.

## Literatura

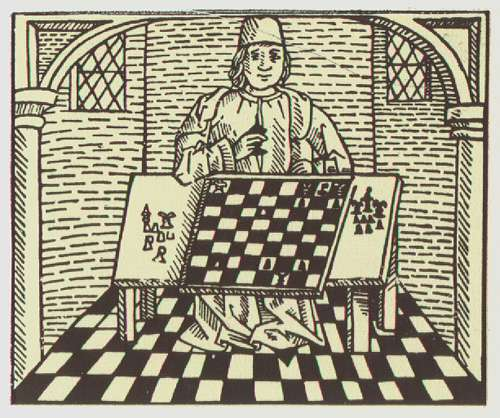
Ilustração do livro The Game and Playe of the Chesse de William Caxton.

Por volta de 1300 o monge da Ordem dos Pregadores Jacobus de Cessolis, da região de Cessole, publicou o livro Liber de Moribus Hominum et Officiis Nobilium Sive Super Ludo Scacchorum ou De ludo scachorum considerado a mais importante obra da literatura do xadrez medieval, sendo traduzido para o francês, alemão, catalão, holandês, sueco, italiano e tcheco, e com o advento da prensa tipográfica de tipos móveis publicado em inglês por William Caxton no ano de 1456. O livro contém uma série de sermões para ensino da moral e da ética que utilizava o xadrez como uma metáfora dos hábitos e costumes medievais. O Rei é descrito como o mais importante na sociedade e a Rainha como submissa a vontade do monarca, devendo ser casta, subserviente e dócil. As Torres são os enviados do Rei e devem demonstrar qualidades como justiça, piedade, humildade e paciência enquanto os Cavalos retratados como cavaleiros medievais devendo ser bravos, generosos e sábios.
Na Europa não se conhecia o animal Elefante que representava a peça Elefante, antecessor do bispo moderno utilizado no Xatranje. A palavra Alfil que designava a peça em árabe foi transliterada e se transformou no Alfiere que representa um porta-estandarte. Sua concepção na obra de Cessolis, era de que o Alfiere representava um juiz virtuoso, inteligente e sensato. A cada um dos peões do tabuleiro foi atribuída uma profissão, de modo que a classe comum se identificasse na pirâmide social com o Rei ao topo. A partir da coluna a até a h as profissões descritas para cada peão são: agricultor e viticultor; ferreiro, carpinteiro e pedreiro; costureiro e tabelião; mercador e cambista; médico, cirurgião e apotecário; taverneiro e hoteleiro; vigias de torres e guardas; e jogadores (de jogos de azar) e mensageiros.
No mesmo período, o trabalho italiano Bonus Socius descreve o movimento das peças semelhante ao poema Versus de Scachis porém com algumas mudanças. O movimento do Vizir, antecessor da Rainha, foi melhorado, permitindo-o pular duas casas em diagonal uma vez durante a partida, semelhante ao movimento do Alfil. Um peão, ao ser promovido a Vizir, também podia mover-se assim no seu primeiro movimento. Este trabalho contém também 191 problemas, que foram republicados no manuscrito Civis Bononiae (Cidadão de Bologna) escrito em data desconhecida anterior a 1450. O manuscrito contém adicionalmente duas páginas com dicas para enganar as vítimas dos problemas dos quais nem todos tinham solução.

## O xadrez moderno na Itália

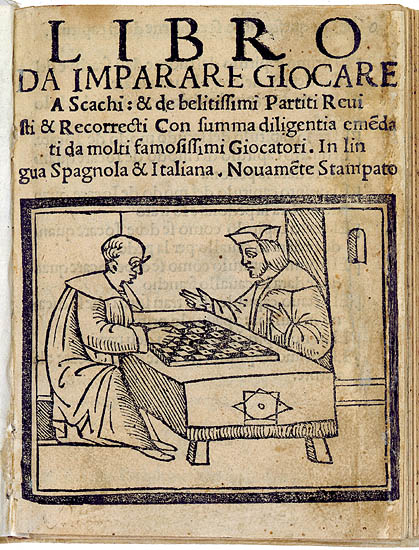
Questo libro e da imparare giocare a scachi: Et de belitissimi Partiti (1512), de Damiano de Odemira.

Por volta do final do século  XV, os novos movimentos da Dama e do Bispo foram consolidados na Espanha, surgindo assim uma nova literatura sobre o jogo. A Itália foi um dos primeiros países a produzir uma nova literatura a respeito, com os livros Questo Libro e da Imparare Giocare a Scachi (1512) do enxadrista lusitano Pedro Damiano de Odemira e uma versão do livro de Cessolis chamada Libro di giuocho scacchi (1493). O livro de Damiano contém as primeiras análises de aberturas utilizando as novas regras e uma parte considerável dedicada aos problemas de xadrez o que tornou a obra bem sucedida em relação ao livro Repetición de Amores y Arte de Axedrez de Luis Ramirez de Lucena. O livro atingiu até a sétima edição, sendo inclusive copiado por outros autores que se esqueceram de mencionar Damiano em suas obras. A obra de Cessolis menciona que, embora a Rainha tenha os movimentos combinados de Torre e Bispo, não pode se movimentar como o Cavalo, pois não era característico para as mulheres. Esta versão do jogo foi recebida de modo reticente no país, sendo chamada de Scacchi de la donna ou Alla rabiosa.Os italianos foram provavelmente os primeiros a introduzir as novas regras na Alemanha, que conheciam o jogo como Welsches Schachspiel (Xadrez Italiano).
Durante o século XVI, surgiram também os primeiros mestres de xadrez italianos, patronados pela nobreza. Paolo Boi (Il Siracusano), Giovanni Leonardo Di Bonna (Il Puttino), Giulio Cesare Polerio e Gioacchino Greco (Il Calabrese) viajaram por toda a Europa desafiando os principais jogadores da época, inclusive tendo os dois primeiros vencido Ruy López de Segura. Todos estes produziram manuscritos contendo análises de aberturas que negociavam durante suas viagens.
No início do século XVII, os jogadores que se destacaram foram Orazio Gianutio della Mantia, Alessandro Salvio e Pietro Carrera. Gianutio escreveu o Libro nel quale si tratta della maniera di gioucar à scacchi (1597) que descrevia um pouco melhor as regras do xadrez incluindo o roque porém pouco acrescentou ao trabalho de seus antecessores no que se refere a análise do jogo. Salvio publicou os livros Trattato dell'Inventione et Arte Liberale del Gioco Degli Scacchi (1604) e Il puttino, altramente detto il cavaliero errante (1634) onde o primeiro já mostrava avanço em relação ao livro de Gianutio no que se refere a análises de novas linhas de aberturas. Seu livro permaneceu como obra de referência da época até a publicação do livro Il Gioco degli Scacchi (1617) de Carrera, que abordava aspectos do jogo como sua suposta origem, problemas, o xadrez às cegas e os finais práticos. O livro também menciona a variante Xadrez de Carrera, que emprega peças não-ortodoxas, e contém informações biográficas de muitos jogadores do período e antecessores, sendo esta obra traduzida para o inglês por William Lewis em 1822.

### A escola de pensamento italiano
|   | a | b | c | d | e | f | g | h |   |
| 8 | b8 preto torre · g7 preto rei · h7 preto peão · g6 preto peão · f5 branco torre · g5 branco rainha · a3 branco peão · c3 branco peão · e3 preto peão · a2 branco rei · b2 branco peão · c1 preto rainha | b8 preto torre · g7 preto rei · h7 preto peão · g6 preto peão · f5 branco torre · g5 branco rainha · a3 branco peão · c3 branco peão · e3 preto peão · a2 branco rei · b2 branco peão · c1 preto rainha | b8 preto torre · g7 preto rei · h7 preto peão · g6 preto peão · f5 branco torre · g5 branco rainha · a3 branco peão · c3 branco peão · e3 preto peão · a2 branco rei · b2 branco peão · c1 preto rainha | b8 preto torre · g7 preto rei · h7 preto peão · g6 preto peão · f5 branco torre · g5 branco rainha · a3 branco peão · c3 branco peão · e3 preto peão · a2 branco rei · b2 branco peão · c1 preto rainha | b8 preto torre · g7 preto rei · h7 preto peão · g6 preto peão · f5 branco torre · g5 branco rainha · a3 branco peão · c3 branco peão · e3 preto peão · a2 branco rei · b2 branco peão · c1 preto rainha | b8 preto torre · g7 preto rei · h7 preto peão · g6 preto peão · f5 branco torre · g5 branco rainha · a3 branco peão · c3 branco peão · e3 preto peão · a2 branco rei · b2 branco peão · c1 preto rainha | b8 preto torre · g7 preto rei · h7 preto peão · g6 preto peão · f5 branco torre · g5 branco rainha · a3 branco peão · c3 branco peão · e3 preto peão · a2 branco rei · b2 branco peão · c1 preto rainha | b8 preto torre · g7 preto rei · h7 preto peão · g6 preto peão · f5 branco torre · g5 branco rainha · a3 branco peão · c3 branco peão · e3 preto peão · a2 branco rei · b2 branco peão · c1 preto rainha | 8 |
| 7 | b8 preto torre · g7 preto rei · h7 preto peão · g6 preto peão · f5 branco torre · g5 branco rainha · a3 branco peão · c3 branco peão · e3 preto peão · a2 branco rei · b2 branco peão · c1 preto rainha | b8 preto torre · g7 preto rei · h7 preto peão · g6 preto peão · f5 branco torre · g5 branco rainha · a3 branco peão · c3 branco peão · e3 preto peão · a2 branco rei · b2 branco peão · c1 preto rainha | b8 preto torre · g7 preto rei · h7 preto peão · g6 preto peão · f5 branco torre · g5 branco rainha · a3 branco peão · c3 branco peão · e3 preto peão · a2 branco rei · b2 branco peão · c1 preto rainha | b8 preto torre · g7 preto rei · h7 preto peão · g6 preto peão · f5 branco torre · g5 branco rainha · a3 branco peão · c3 branco peão · e3 preto peão · a2 branco rei · b2 branco peão · c1 preto rainha | b8 preto torre · g7 preto rei · h7 preto peão · g6 preto peão · f5 branco torre · g5 branco rainha · a3 branco peão · c3 branco peão · e3 preto peão · a2 branco rei · b2 branco peão · c1 preto rainha | b8 preto torre · g7 preto rei · h7 preto peão · g6 preto peão · f5 branco torre · g5 branco rainha · a3 branco peão · c3 branco peão · e3 preto peão · a2 branco rei · b2 branco peão · c1 preto rainha | b8 preto torre · g7 preto rei · h7 preto peão · g6 preto peão · f5 branco torre · g5 branco rainha · a3 branco peão · c3 branco peão · e3 preto peão · a2 branco rei · b2 branco peão · c1 preto rainha | b8 preto torre · g7 preto rei · h7 preto peão · g6 preto peão · f5 branco torre · g5 branco rainha · a3 branco peão · c3 branco peão · e3 preto peão · a2 branco rei · b2 branco peão · c1 preto rainha | 7 |
| 6 | b8 preto torre · g7 preto rei · h7 preto peão · g6 preto peão · f5 branco torre · g5 branco rainha · a3 branco peão · c3 branco peão · e3 preto peão · a2 branco rei · b2 branco peão · c1 preto rainha | b8 preto torre · g7 preto rei · h7 preto peão · g6 preto peão · f5 branco torre · g5 branco rainha · a3 branco peão · c3 branco peão · e3 preto peão · a2 branco rei · b2 branco peão · c1 preto rainha | b8 preto torre · g7 preto rei · h7 preto peão · g6 preto peão · f5 branco torre · g5 branco rainha · a3 branco peão · c3 branco peão · e3 preto peão · a2 branco rei · b2 branco peão · c1 preto rainha | b8 preto torre · g7 preto rei · h7 preto peão · g6 preto peão · f5 branco torre · g5 branco rainha · a3 branco peão · c3 branco peão · e3 preto peão · a2 branco rei · b2 branco peão · c1 preto rainha | b8 preto torre · g7 preto rei · h7 preto peão · g6 preto peão · f5 branco torre · g5 branco rainha · a3 branco peão · c3 branco peão · e3 preto peão · a2 branco rei · b2 branco peão · c1 preto rainha | b8 preto torre · g7 preto rei · h7 preto peão · g6 preto peão · f5 branco torre · g5 branco rainha · a3 branco peão · c3 branco peão · e3 preto peão · a2 branco rei · b2 branco peão · c1 preto rainha | b8 preto torre · g7 preto rei · h7 preto peão · g6 preto peão · f5 branco torre · g5 branco rainha · a3 branco peão · c3 branco peão · e3 preto peão · a2 branco rei · b2 branco peão · c1 preto rainha | b8 preto torre · g7 preto rei · h7 preto peão · g6 preto peão · f5 branco torre · g5 branco rainha · a3 branco peão · c3 branco peão · e3 preto peão · a2 branco rei · b2 branco peão · c1 preto rainha | 6 |
| 5 | b8 preto torre · g7 preto rei · h7 preto peão · g6 preto peão · f5 branco torre · g5 branco rainha · a3 branco peão · c3 branco peão · e3 preto peão · a2 branco rei · b2 branco peão · c1 preto rainha | b8 preto torre · g7 preto rei · h7 preto peão · g6 preto peão · f5 branco torre · g5 branco rainha · a3 branco peão · c3 branco peão · e3 preto peão · a2 branco rei · b2 branco peão · c1 preto rainha | b8 preto torre · g7 preto rei · h7 preto peão · g6 preto peão · f5 branco torre · g5 branco rainha · a3 branco peão · c3 branco peão · e3 preto peão · a2 branco rei · b2 branco peão · c1 preto rainha | b8 preto torre · g7 preto rei · h7 preto peão · g6 preto peão · f5 branco torre · g5 branco rainha · a3 branco peão · c3 branco peão · e3 preto peão · a2 branco rei · b2 branco peão · c1 preto rainha | b8 preto torre · g7 preto rei · h7 preto peão · g6 preto peão · f5 branco torre · g5 branco rainha · a3 branco peão · c3 branco peão · e3 preto peão · a2 branco rei · b2 branco peão · c1 preto rainha | b8 preto torre · g7 preto rei · h7 preto peão · g6 preto peão · f5 branco torre · g5 branco rainha · a3 branco peão · c3 branco peão · e3 preto peão · a2 branco rei · b2 branco peão · c1 preto rainha | b8 preto torre · g7 preto rei · h7 preto peão · g6 preto peão · f5 branco torre · g5 branco rainha · a3 branco peão · c3 branco peão · e3 preto peão · a2 branco rei · b2 branco peão · c1 preto rainha | b8 preto torre · g7 preto rei · h7 preto peão · g6 preto peão · f5 branco torre · g5 branco rainha · a3 branco peão · c3 branco peão · e3 preto peão · a2 branco rei · b2 branco peão · c1 preto rainha | 5 |
| 4 | b8 preto torre · g7 preto rei · h7 preto peão · g6 preto peão · f5 branco torre · g5 branco rainha · a3 branco peão · c3 branco peão · e3 preto peão · a2 branco rei · b2 branco peão · c1 preto rainha | b8 preto torre · g7 preto rei · h7 preto peão · g6 preto peão · f5 branco torre · g5 branco rainha · a3 branco peão · c3 branco peão · e3 preto peão · a2 branco rei · b2 branco peão · c1 preto rainha | b8 preto torre · g7 preto rei · h7 preto peão · g6 preto peão · f5 branco torre · g5 branco rainha · a3 branco peão · c3 branco peão · e3 preto peão · a2 branco rei · b2 branco peão · c1 preto rainha | b8 preto torre · g7 preto rei · h7 preto peão · g6 preto peão · f5 branco torre · g5 branco rainha · a3 branco peão · c3 branco peão · e3 preto peão · a2 branco rei · b2 branco peão · c1 preto rainha | b8 preto torre · g7 preto rei · h7 preto peão · g6 preto peão · f5 branco torre · g5 branco rainha · a3 branco peão · c3 branco peão · e3 preto peão · a2 branco rei · b2 branco peão · c1 preto rainha | b8 preto torre · g7 preto rei · h7 preto peão · g6 preto peão · f5 branco torre · g5 branco rainha · a3 branco peão · c3 branco peão · e3 preto peão · a2 branco rei · b2 branco peão · c1 preto rainha | b8 preto torre · g7 preto rei · h7 preto peão · g6 preto peão · f5 branco torre · g5 branco rainha · a3 branco peão · c3 branco peão · e3 preto peão · a2 branco rei · b2 branco peão · c1 preto rainha | b8 preto torre · g7 preto rei · h7 preto peão · g6 preto peão · f5 branco torre · g5 branco rainha · a3 branco peão · c3 branco peão · e3 preto peão · a2 branco rei · b2 branco peão · c1 preto rainha | 4 |
| 3 | b8 preto torre · g7 preto rei · h7 preto peão · g6 preto peão · f5 branco torre · g5 branco rainha · a3 branco peão · c3 branco peão · e3 preto peão · a2 branco rei · b2 branco peão · c1 preto rainha | b8 preto torre · g7 preto rei · h7 preto peão · g6 preto peão · f5 branco torre · g5 branco rainha · a3 branco peão · c3 branco peão · e3 preto peão · a2 branco rei · b2 branco peão · c1 preto rainha | b8 preto torre · g7 preto rei · h7 preto peão · g6 preto peão · f5 branco torre · g5 branco rainha · a3 branco peão · c3 branco peão · e3 preto peão · a2 branco rei · b2 branco peão · c1 preto rainha | b8 preto torre · g7 preto rei · h7 preto peão · g6 preto peão · f5 branco torre · g5 branco rainha · a3 branco peão · c3 branco peão · e3 preto peão · a2 branco rei · b2 branco peão · c1 preto rainha | b8 preto torre · g7 preto rei · h7 preto peão · g6 preto peão · f5 branco torre · g5 branco rainha · a3 branco peão · c3 branco peão · e3 preto peão · a2 branco rei · b2 branco peão · c1 preto rainha | b8 preto torre · g7 preto rei · h7 preto peão · g6 preto peão · f5 branco torre · g5 branco rainha · a3 branco peão · c3 branco peão · e3 preto peão · a2 branco rei · b2 branco peão · c1 preto rainha | b8 preto torre · g7 preto rei · h7 preto peão · g6 preto peão · f5 branco torre · g5 branco rainha · a3 branco peão · c3 branco peão · e3 preto peão · a2 branco rei · b2 branco peão · c1 preto rainha | b8 preto torre · g7 preto rei · h7 preto peão · g6 preto peão · f5 branco torre · g5 branco rainha · a3 branco peão · c3 branco peão · e3 preto peão · a2 branco rei · b2 branco peão · c1 preto rainha | 3 |
| 2 | b8 preto torre · g7 preto rei · h7 preto peão · g6 preto peão · f5 branco torre · g5 branco rainha · a3 branco peão · c3 branco peão · e3 preto peão · a2 branco rei · b2 branco peão · c1 preto rainha | b8 preto torre · g7 preto rei · h7 preto peão · g6 preto peão · f5 branco torre · g5 branco rainha · a3 branco peão · c3 branco peão · e3 preto peão · a2 branco rei · b2 branco peão · c1 preto rainha | b8 preto torre · g7 preto rei · h7 preto peão · g6 preto peão · f5 branco torre · g5 branco rainha · a3 branco peão · c3 branco peão · e3 preto peão · a2 branco rei · b2 branco peão · c1 preto rainha | b8 preto torre · g7 preto rei · h7 preto peão · g6 preto peão · f5 branco torre · g5 branco rainha · a3 branco peão · c3 branco peão · e3 preto peão · a2 branco rei · b2 branco peão · c1 preto rainha | b8 preto torre · g7 preto rei · h7 preto peão · g6 preto peão · f5 branco torre · g5 branco rainha · a3 branco peão · c3 branco peão · e3 preto peão · a2 branco rei · b2 branco peão · c1 preto rainha | b8 preto torre · g7 preto rei · h7 preto peão · g6 preto peão · f5 branco torre · g5 branco rainha · a3 branco peão · c3 branco peão · e3 preto peão · a2 branco rei · b2 branco peão · c1 preto rainha | b8 preto torre · g7 preto rei · h7 preto peão · g6 preto peão · f5 branco torre · g5 branco rainha · a3 branco peão · c3 branco peão · e3 preto peão · a2 branco rei · b2 branco peão · c1 preto rainha | b8 preto torre · g7 preto rei · h7 preto peão · g6 preto peão · f5 branco torre · g5 branco rainha · a3 branco peão · c3 branco peão · e3 preto peão · a2 branco rei · b2 branco peão · c1 preto rainha | 2 |
| 1 | b8 preto torre · g7 preto rei · h7 preto peão · g6 preto peão · f5 branco torre · g5 branco rainha · a3 branco peão · c3 branco peão · e3 preto peão · a2 branco rei · b2 branco peão · c1 preto rainha | b8 preto torre · g7 preto rei · h7 preto peão · g6 preto peão · f5 branco torre · g5 branco rainha · a3 branco peão · c3 branco peão · e3 preto peão · a2 branco rei · b2 branco peão · c1 preto rainha | b8 preto torre · g7 preto rei · h7 preto peão · g6 preto peão · f5 branco torre · g5 branco rainha · a3 branco peão · c3 branco peão · e3 preto peão · a2 branco rei · b2 branco peão · c1 preto rainha | b8 preto torre · g7 preto rei · h7 preto peão · g6 preto peão · f5 branco torre · g5 branco rainha · a3 branco peão · c3 branco peão · e3 preto peão · a2 branco rei · b2 branco peão · c1 preto rainha | b8 preto torre · g7 preto rei · h7 preto peão · g6 preto peão · f5 branco torre · g5 branco rainha · a3 branco peão · c3 branco peão · e3 preto peão · a2 branco rei · b2 branco peão · c1 preto rainha | b8 preto torre · g7 preto rei · h7 preto peão · g6 preto peão · f5 branco torre · g5 branco rainha · a3 branco peão · c3 branco peão · e3 preto peão · a2 branco rei · b2 branco peão · c1 preto rainha | b8 preto torre · g7 preto rei · h7 preto peão · g6 preto peão · f5 branco torre · g5 branco rainha · a3 branco peão · c3 branco peão · e3 preto peão · a2 branco rei · b2 branco peão · c1 preto rainha | b8 preto torre · g7 preto rei · h7 preto peão · g6 preto peão · f5 branco torre · g5 branco rainha · a3 branco peão · c3 branco peão · e3 preto peão · a2 branco rei · b2 branco peão · c1 preto rainha | 1 |
|   | a | b | c | d | e | f | g | h |   |

No século XVII a França ascendeu como mais importante centro da prática do xadrez e o livro Analyse du jeu des échecs (1749) de François-André Danican Philidor se tornou a obra de referência do xadrez. Entretanto, o estilo de jogo proposto por Philidor valorizava em demasia a estrutura de peões em detrimento do desenvolvimento de outras peças. Isto provocou a reação dos principais jogadores da Itália como Giambattista Lolli, Domenico Ercole Del Rio,  e Domenico Lorenzo Ponziani. Del Rio publicou Sopra il diuoco degli scacchi osservazioni pratiche d'anonimo autore modenese (1750) que serviu de base para o livro de Lolli alguns anos depois, Osservazioni teorico-pratiche sopra il giuoco degli scacchi (1763) que contém críticas ao trabalho do francês e também 105 problemas de xadrez publicados anteriormente por Philipp Stamma em Essai sur le jeu des echecs (1737). O livro possui uma boa visão geral da problemística até a época e, junto com o trabalho de Del Rio, ajudou a reviver o interesse europeu pela solução de problemas. A partir destes trabalhos, a solução de problemas ganhou um desenvolvimento próprio na história do xadrez com a criação de composições mais econômicas que não necessariamente apresentavam posições possíveis em partidas. Ponziani publicou Il giuoco incomparabile degli scacchi (1769) que contém uma visão ampla da estratégia e várias aberturas, sendo considerado o melhor guia prático dos mestres italianos da época.
O estilo italiano criou a escola de pensamento conhecida como Escola Italiana ou Romântica, que também é conhecida como Escola Modenense uma vez que os três jogadores eram da cidade de Modena. Os mestres italianos pregavam que o objetivo da abertura era desenvolver as peças no menor tempo possível, o que era adequado no estilo de jogo aberto que utilizavam, seguido de um ataque direto sobre o Rei adversário eram a melhor opção para o jogo. Seus trabalhos eram baseados na análise de aberturas abertas como a Abertura Italiana, Espanhola e Viena com o avanço dos peões para afastar as peças adversárias das melhores casas do tabuleiro, não dando muita importância ao Meio-jogo mas aos finais de partida. Esta escola de pensamento dominou o estilo de jogo do xadrez até a década de 1840 quando a escola Inglesa teve o início de seu desenvolvimento, deixando o estilo italiano ultrapassado em definitivo.

## Atualidade

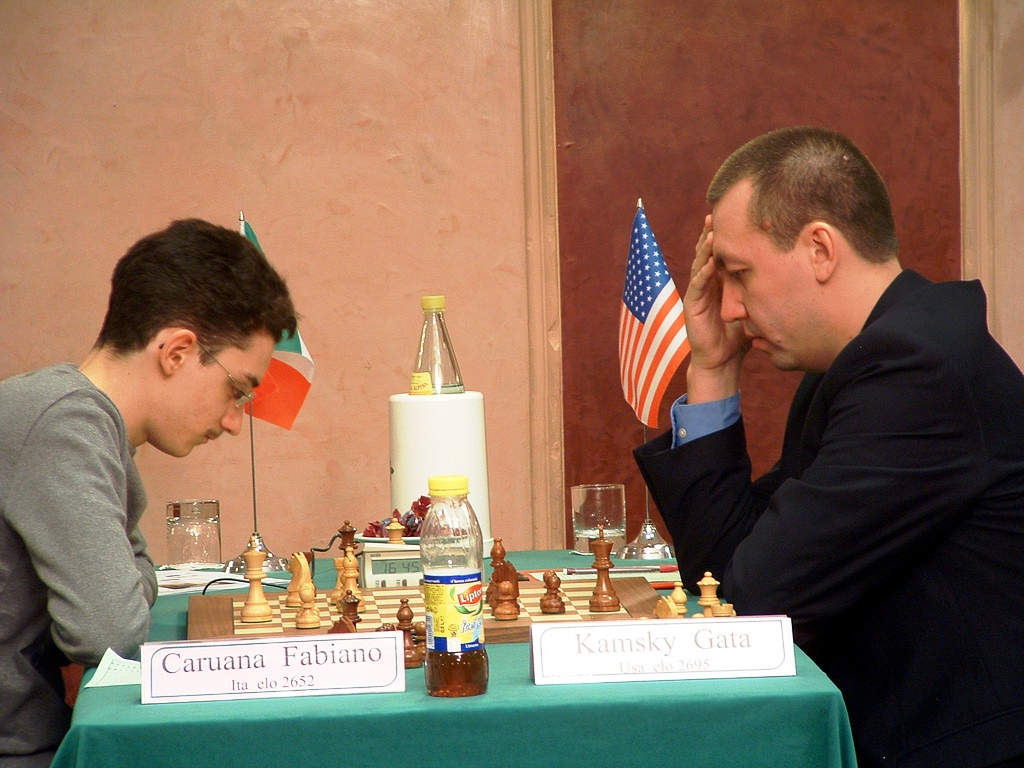
Fabiano Caruana e Gata Kamsky competindo em Reggio Emilia em 2009.

O primeiro torneio internacional da era moderna foi Sanremo (1930), e em 1920 havia sido fundada a Federazione Scacchistica Italiana (FSI) que é a entidade pública responsável pela organização dos campeonatos a nível nacional e representa o país junto a FIDE. Seu campeonato nacional é realizado desde 1920 embora somente a partir de 1959 numa base anual.  O país não foi destaque em nenhuma Olimpíadas de Xadrez embora tenha sediado a em Turim (2006). Os melhores resultados individuais em Olimpíadas foram duas medalhas de ouro (Salónica (1988) no 1º reserva e Moscou (1994) no terceiro tabuleiro), uma de prata (Haifa (1976) no segundo tabuleiro) e três de bronze (Amsterdã (1954) no quarto tabuleiro, Nice (1974) no primeiro tabuleiro e Novi Sad (1990) no 2º reserva) na categoria masculina e uma medalha de ouro no primeiro tabuleiro em Lucerne (1982) na feminina.
O país sediou na cidade de Merano o Campeonato Mundial de Xadrez de 1981, entre Viktor Korchnoi e Anatoly Karpov, tendo Karpov mantido o título. Anualmente, é realizado na cidade de Reggio Emilia um torneio de nível internacional. A competição, conhecida na Itália como Torneo di Capodanno (Torneio de Ano-novo) é disputada desde 1958, tendo sido o primeiro evento a sediar uma competição de nível 18 (rating ELO superior a 2676) no ano de 1992.